# Aaron Moorhead
Aaron Scott Moorhead (3 de março de 1987) é um cineasta, produtor, diretor de fotografia, editor e ator americano.
Ele é mais conhecido por seu trabalho com o parceiro criativo Justin Benson.

## Vida e carreira
Moorhead cresceu em Tarpon Springs (Flórida, Estados Unidos), e frequentou a Palm Harbor University High School.
Sua parceria com o escritor e produtor Justin Benson gerou dois longas-metragens aclamados pela crítica, o terror Resolution, de 2012, e Primavera, um body horror romântico de 2014, que estreou no Festival Internacional de Cinema de Toronto de 2014. Em ambos, Moorhead atua como codiretor, produtor e diretor de fotografia.
Seu trabalho com Benson também pode ser encontrado no segmento Bonestorm da antologia americana de terror V/H/S: Viral.
O filme The Endless, da dupla, estreou em competição no Tribeca Film Festival em 2017 e foi adquirido para distribuição em 2018 pela Well Go USA Entertainment.

## Filmografia

### Filmes
| Ano  | Título                | Codiretor | Escritor | Produtor | Editor | Notes                |
| ---- | --------------------- | --------- | -------- | -------- | ------ | -------------------- |
| 2012 | Resolution            | Sim       | Sim      | Sim      | Sim    | Papel: Aaron         |
| 2014 | V/H/S: Viral          | Sim       | Sim      | Sim      | Sim    | Segmento "Bonestorm" |
| 2014 | Spring                | Sim       | Sim      | Sim      | Sim    |                      |
| 2017 | The Endless           | Sim       | Sim      | Sim      | Sim    | Papel: Aaron         |
| 2019 | Synchronic            | Sim       | Sim      | Sim      | Sim    |                      |
| 2019 | After Midnight        | Não       | Não      | Sim      | Não    |                      |
| 2020 | She Dies Tomorrow     | Não       | Não      | Sim      | Não    |                      |
| 2022 | Something in the Dirt | Sim       | Sim      | Sim      | Sim    |                      |

### Televisão
| Ano  | Título            | Nota(s)                                           |
| ---- | ----------------- | ------------------------------------------------- |
| 2020 | The Twilight Zone | episódio "8"                                      |
| 2022 | Archive 81        | episódios Terror in the Aisles e Spirit Receivers |
| 2022 | Moon Knight       | 6 episódios                                       |
| TBA  | Loki              | 2ª temporada, a ser anunciada                     |